# Gemas Poniatowski

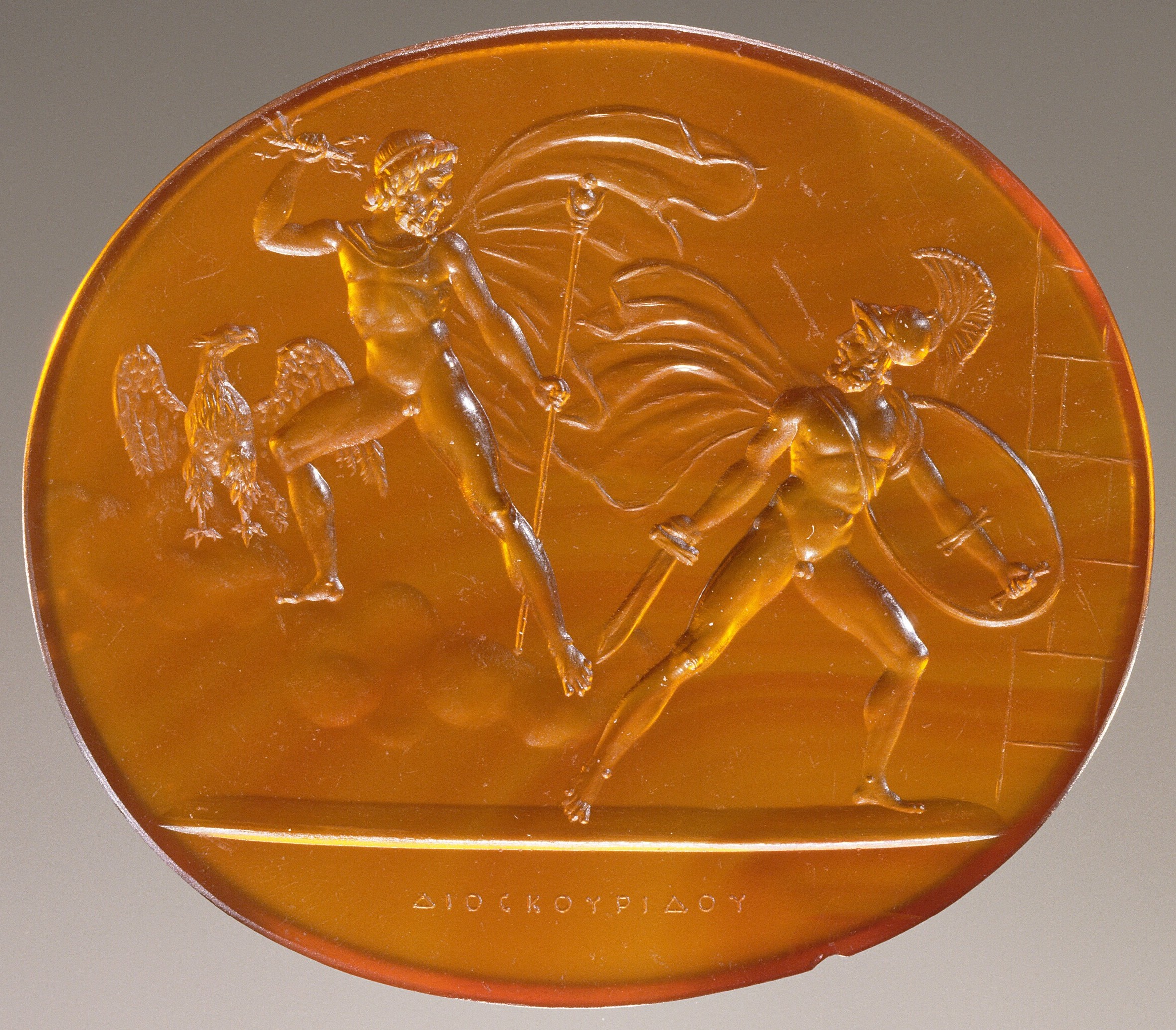
Zeus amenazando a Capaneo con un rayo, atribuido a Giovanni Calandrelli (c. 1820)

Las gemas Poniatowski son una colección de más de 2600 gemas grabadas encargadas por el príncipe Estanislao Poniatowski (1754-1833), un rico noble polaco, que él hizo pasar por auténticas piezas clásicas. En el momento de su muerte en 1833, para los estudiosos estaba quedando claro que las gemas eran falsificaciones neoclásicas de principios del siglo XIX. Las gemas de la colección de Poniatowski se subastaron como auténticas antigüedades en 1839, pero la subasta fue un fracaso y la controversia circundante deprimió el interés de los coleccionistas por las gemas grabadas durante años. Las gemas se dispersaron y muchas se perdieron o se extraviaron. Hoy en día son apreciados como excelentes ejemplos de tallado de gemas neoclásico.

## Historia
Poniatowski era «un ávido coleccionista de arte... alguna vez considerado el hombre más rico de Europa». Heredó aproximadamente 154 gemas antiguas de su tío, el rey Estanislao Augusto Poniatowski de Polonia, que murió en 1798. Aumentó esta colección con más de 2600 falsificaciones de talladores contemporáneos, en un estilo clasicista florido y en la mayoría de los casos firmadas con nombres antiguos, al tiempo que afirmaba públicamente que las obras eran antigüedades genuinas. Las gemas representan escenas de la mitología, incluidas las obras de Homero, Virgilio y Ovidio; algunas escenas de acontecimientos históricos; y retratos de una amplia variedad de figuras griegas y romanas antiguas. Poniatowski publicó un catálogo de esta obra c. 1830 con más información en los dos volúmenes siguientes (Poniatowski, c. 1830, Poniatowski, 1832, Poniatowski, 1833).
Aunque se ha sugerido a Giovanni Pichler como uno de los talladores, la fecha de la muerte de Pichler en 1791 hace que esto sea poco probable. Otros talladores incluyen a Giovanni Calandrelli – casi 300 de cuyos dibujos preliminares para las gemas se encuentran en la colección de los Museos Estatales de Berlín – Giuseppe Girometti, Niccolò Cerbara, Tommaso Cades y Antonio Odelli. Debido a que las gemas no estaban firmadas o estaban firmadas con firmas falsas, la mayoría no han sido atribuidas a un artista conocido, y probablemente nunca lo serán con certeza.
Ya a principios de la década de 1830, los estudiosos comenzaron a señalar cuestiones problemáticas con el estilo y la procedencia de estas obras. Poniatowski presentó al rey de Prusia un conjunto de 419 impresiones en yeso de su colección, que ahora forman la Daktyliothek Poniatowski de Berlín; Ernst Heinrich Toelken, director del Antiquarium de Antikensammlung Berlin, las declaró falsas basándose en que en las gemas se encontraron firmas de artistas antiguos de épocas muy diferentes en un estilo demasiado consistente, pero escribió con admiración que «Las impresiones son de hecho los más bellos que puedes esperar ver en el arte».
Después de la muerte de Poniatowski en 1833, su colección fue subastada en 1839 por Christie's en Londres (Christie y Manson, 1839). La subasta resultó desastrosa: la mitad de la colección quedó sin vender, y las piezas restantes alcanzaron precios mucho más bajos que sus estimaciones (y más bajos que el valor de una obra no falsificada de Pichler). El fiasco provocó que el interés de los coleccionistas por las gemas grabadas, que antes era un campo popular, disminuyera de forma generalizada durante muchos años.
John Tyrrell, exsecretario privado de Sir George Nugent, adquirió los artículos no vendidos como inversión y terminó con 1140 de las gemas. Tyrrell publicó su propio catálogo (Prendeville y Maginn, 1841), que incluía «ilustraciones poéticas de los temas». Tyrrell hizo impresiones en yeso de las gemas recolectadas para la venta, y muchas de ellas fueron fotografiadas y publicadas (Prendeville y Maginn, 1857, Prendeville y Maginn, 1859) en una versión ilustrada del catálogo original de Tyrrell.

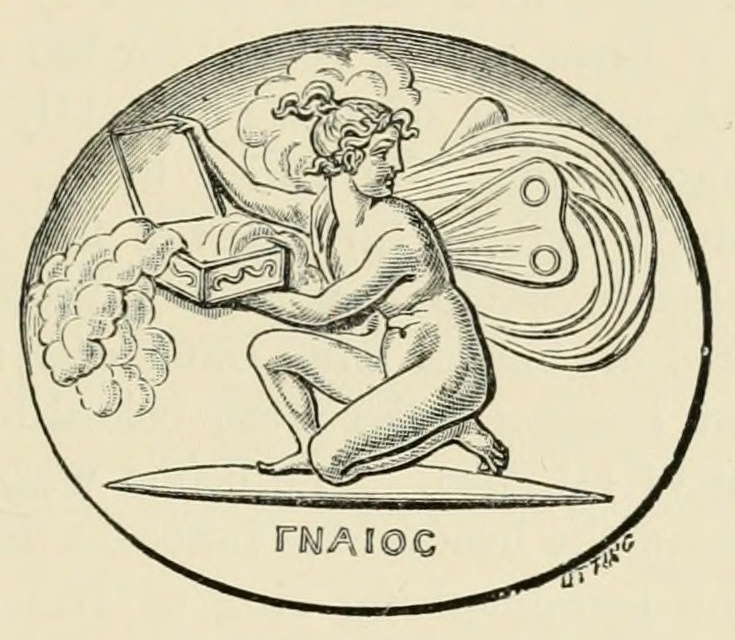
Gema que representa a Psique abriendo la Caja de la Belleza. C. W. King comenta: «Hay una diversidad extrema en el mérito de las Gemas Poniatowsky; muchas son débiles en diseño y viles en ejecución; otras, nuevamente, perfectas en ambos aspectos, como lo muestra este espécimen, pero en concepción y tratamiento totalmente diferentes de la antigüedad».

Tyrrell contrató al erudito Nathaniel Ogle para examinar las gemas y escribir un ensayo introductorio a su catálogo de 1841, pero cuando Ogle concluyó que muchas de las gemas se habían producido recientemente, Tyrrell omitió el ensayo y en su lugar encargó al empobrecido erudito clásico James Prendeville y al escritor William Maginn para escribir el ensayo. En 1842, Ogle publicó de forma anónima una versión de su ensayo en el British and Foreign Review, a lo que Tyrrell respondió, en una airada carta, que «no es probable que un noble del alto carácter y honor [de Poniatowski] hubiera afirmado lo que él no creía que fuera verdad». La disputa continuó, lo que llevó a Tyrrell a publicar un ensayo de 55 páginas defendiendo la procedencia de las gemas y atacando los motivos de Ogle.
Tanto las gemas subastadas por Christie's como las adquiridas por Tyrrell se dispersaron posteriormente y muchas se perdieron o se extraviaron. El Centro de Investigación de Arte Clásico de la Universidad de Oxford, anteriormente Archivo Beazley, ha recopilado una completa base de datos en línea de la procedencia e imágenes disponibles de las gemas de la colección Poniatowski. Tras una inspección más cercana, se ha revelado que varias obras en museos, supuestamente joyas de Poniatowski, son réplicas de las gemas de Poniatowski: falsificaciones de falsificaciones.
Durante más de un siglo, las gemas de Poniatowski fueron despreciadas como falsificaciones relativamente sin valor, pero en las últimas décadas han sido reinterpretadas y reevaluadas, y ahora son artículos de colección deseables por derecho propio; en una subasta, las gemas individuales se venden por entre 1500 y 3000 libras esterlinas, y un anillo con una gema que representa a Hércules se vende por 8125 libras esterlinas.

## Piezas individuales
El Museo de Victoria y Alberto conserva varias piezas de la colección de Poniatowski, que representan a Sócrates, Apolo y Dafne, Venus y Eneas, Plutón y Peleo, Baco e Ino, Teseo, Erecteo y varias escenas de la guerra de Troya.
El Museo Metropolitano de Arte posee varias piezas de la colección de Poniatowski, al igual que el Museo Británico.
La Royal Society compró 5 gemas en la subasta de 1839, que representaban a Euclides, Tales, Arquímedes, Arístides y Príamo, por precios que oscilaban entre £ 1,10 chelines y £ 4,4 chelines cada una, y todavía las conserva en la actualidad.

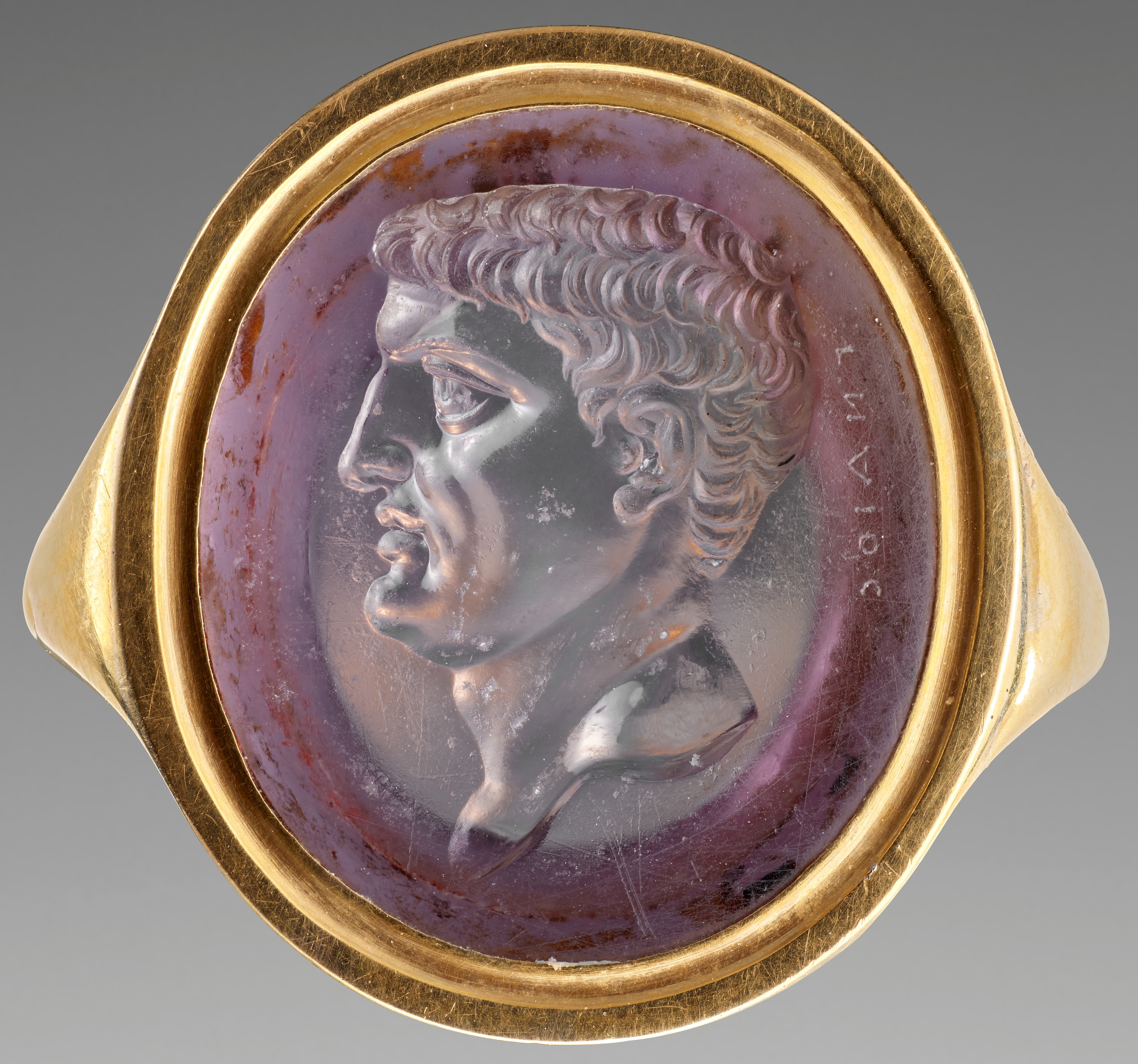
Cabeza de Marco Antonio, Giovanni Calandrelli (c. 1820)

Un anillo de amatista grabado firmado ΓΝΑΙΟϹ (Gnaios), que muestra a Marco Antonio de perfil, fue publicado y elogiado en 1968 por el experto en gemas John Boardman, y posteriormente fue ampliamente reproducido en libros como una obra maestra de la antigua Roma. El anillo fue adquirido en 2001 por el Museo J. Paul Getty y en 2009 exhibido como una antigüedad. Cuando la arqueóloga Gertrud Platz lo vio, después de haber escrito un libro sobre el grabador de gemas de Poniatowski, Giovanni Calandrelli, lo reconoció por una impresión en yeso del siglo XIX que había visto entre la colección de Poniatowski. Platz localizó fotografías de la impresión y una página en el cuaderno de Calandrelli que enumeraba una joya que hizo de Marco Antonio firmada por Gnaios. De hecho, el anillo «Gnaios» era una joya de Poniatowski de Calandrelli; El curador de Getty, Kenneth Lapatin, rastreó la procedencia completa del anillo.

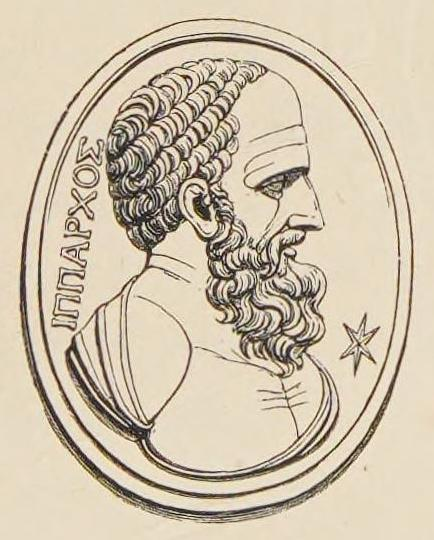
Cabeza de Hiparco, de Smyth (1844).

La colección de Poniatowski incluía una amatista que representaba a Hiparco con una estrella y el nombre del sujeto, que se incluyó en la subasta de Christie's de 1939. El astrónomo William Henry Smyth reconoció en 1842 haber hecho una impresión de «la cabeza de Hiparco, de la gema de Poniatowski, concebida como una viñeta que ilustra su obra». Su libro de 1844, A Cycle of Celestial Objects, utilizó exactamente esa viñeta en su portada. Posteriormente, esta imagen ha sido copiada y reproducida repetidamente, incluso en un sello postal griego de 1965 que conmemora el Planetario Eugenides de Atenas.
El Museo Nacional de Cracovia conserva dos piezas que parecen ser réplicas o falsificaciones de las gemas de Poniatowski, en lugar de las gemas originales en sí. Uno de ellos, en ágata, representa a Hebe como una mujer joven vestida con un quitón y el pelo recogido en un moño, vertiendo vino o néctar de una jarra en una copa sostenida por Júpiter, como un anciano medio desnudo, ambientado en un escenario de nubes, parece ser una copia tosca de una pieza de sardónice cuyo vaciado en yeso se conserva en la Universidad de Oxford, al que le falta su firma falsificada («Chromios») y algunos detalles en la talla. Otra pieza del museo, probablemente también una copia de una gema de Poniatowski, consiste en una piedra de jaspe rojo, tallada con una serpiente con cabeza de león y la inscripción «vot sol cer», engastada en un anillo de bronce.

## Catálogos

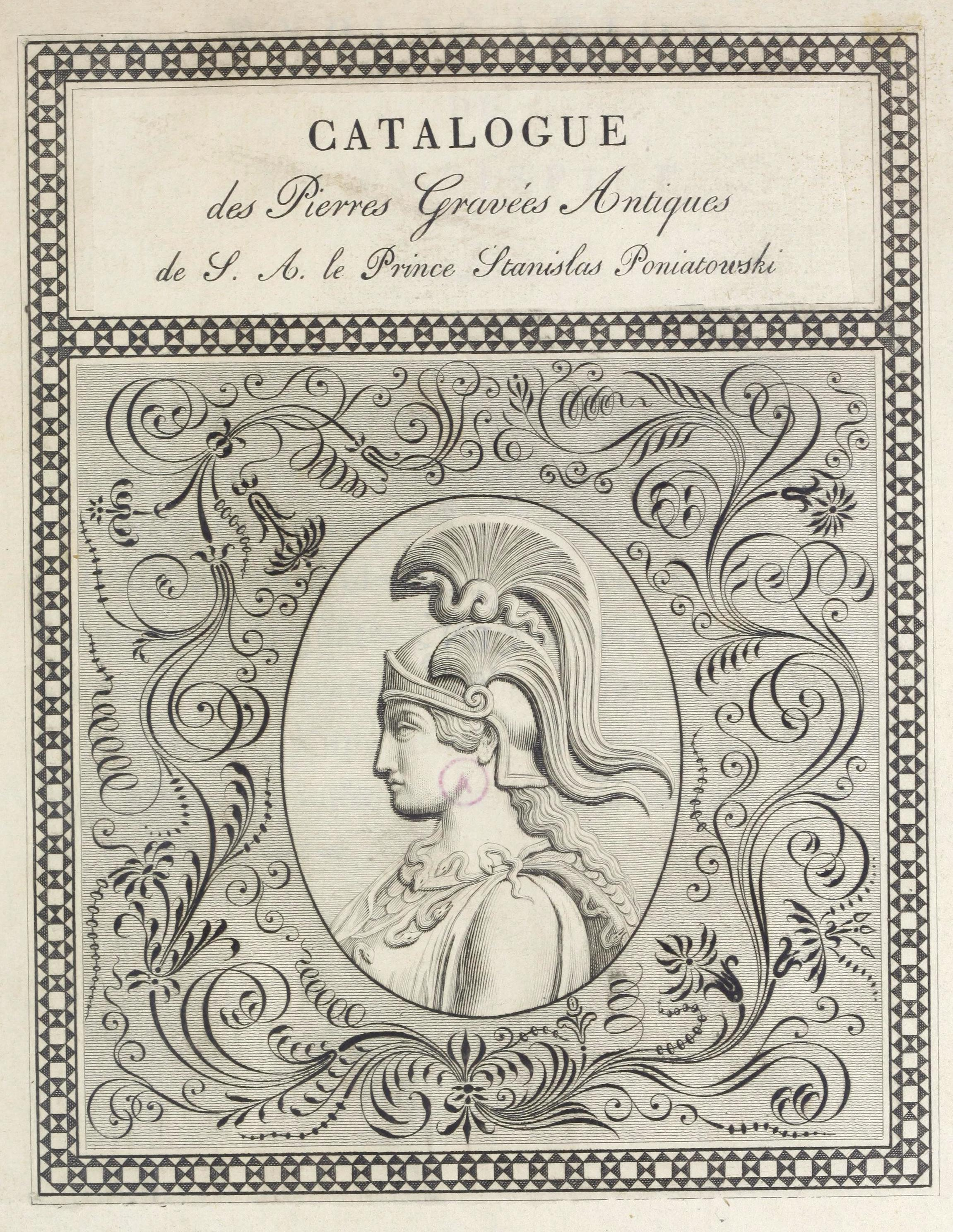
Frontispicio de Poniatowski (c. 1830), que muestra a Minerva.

- Poniatowski, Stanislas (c. 1830), Catalogue des pierres gravées antiques de S. A. le Prince Stanislas Poniatowski 1, Florence: Guillaume Piatti.
- Poniatowski, Stanislas (1832), Catalogue des pierres gravées antiques de S. A. le Prince Stanislas Poniatowski 2, Florence: Guillaume Piatti.
- Poniatowski, Stanislas (1833), Catalogue des pierres gravées antiques de S. A. le Prince Stanislas Poniatowski 3, Florence: Guillaume Piatti.
- Christie, George Henry; Manson, William (1839), A catalogue of the very celebrated collection of antique gems of the Prince Poniatowski, deceased : which will be sold by auction, by Messrs. Christie and Manson, at their Great Room, 8, King Street, St. James's Square, on Monday, April the 29th, 1839 and following days, at one o'clock precisely each day., London: W. Clowes and Sons.
- Prendeville, James; Maginn, William (1841), An historical and descriptive account of the famous collection of antique gems possessed by the late Prince Poniatowski. Accompanied by poetical illustrations of the subjects, from classical authors, with an essay on ancient gems and gem-engraving, London: Henry Graves.
- Prendeville, James; Maginn, William (1857), Photographic facsimiles of the antique gems formerly possessed by the late Prince Poniatowski, 1st series, London: Longman, Brown, Green, Longmans, and Roberts.
- Prendeville, James; Maginn, William (1859), Photographic facsimiles of the antique gems formerly possessed by the late Prince Poniatowski, 2nd series, London: Longman, Brown, Green, Longmans, and Roberts.
- Wagner, Claudia, Poniatowski Gems Database, Classical Art Research Centre, University of Oxford.